# New York City Police Department Emergency Service Unit
Pour les articles homonymes, voir ESU.
Le New York City Police Department Emergency Service Unit (ESU) est l'unité des services d'urgence du New York City Police Department (NYPD), la police municipale de la ville de New York. C'est une section du Bureau des services de patrouille (BSP), l'unité fournit un soutien spécialisé à d'autres unités du NYPD. Par exemple, son unité canine. L'ESU fonctionne comme le SWAT et travaille souvent avec les négociateurs du NYPD pour les prises d'otages. Les membres du « ESU » sont formés dans de multiples disciplines (sauvetage, interventions tactiques, corps à corps, tir, etc.). Ils sont toujours en patrouille (365 jours par an) avec 10 camions lourds et de nombreux véhicules de patrouille d'urgence. Il y a aussi toujours deux sergents ou lieutenants dans des véhicules banalisés pour superviser les opérations du ESU en cas de besoin. Ceux-ci sont appelés "U-Cars" sur la radio du NYPD, par exemple, "U-5".

## Repartition
Les dix escouades des services d'urgence (ESS) se répartissent géographiquement comme suit :

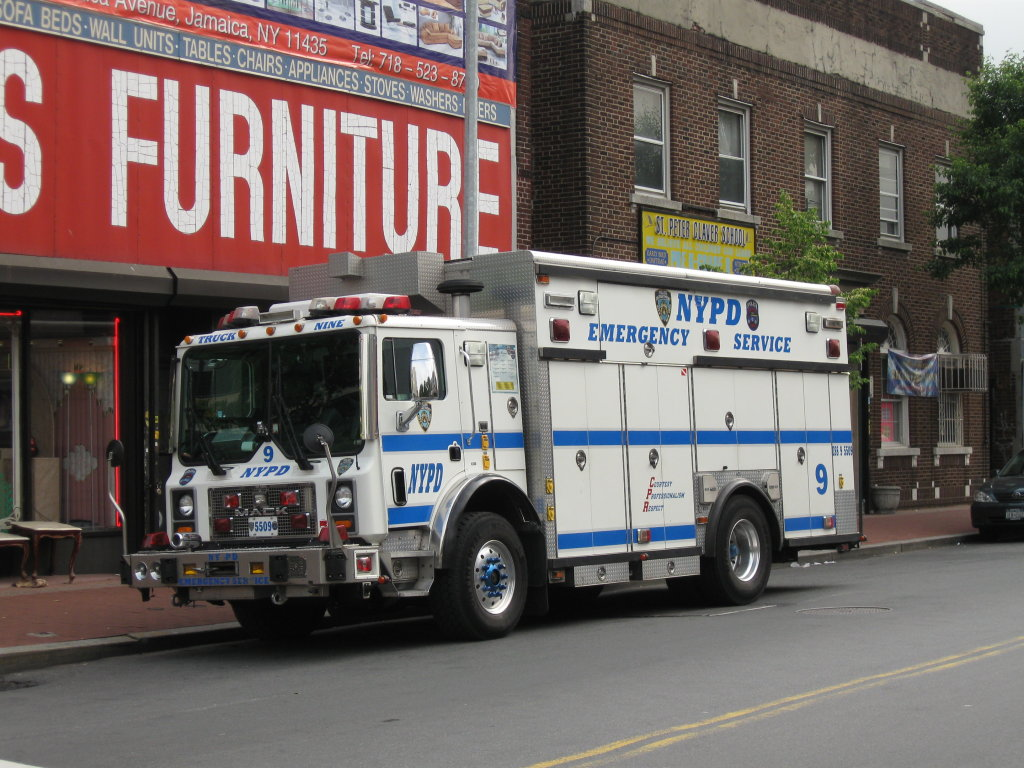
Camion no 9

Escouades des services d'urgence :
1. ESS-1 (Lower Manhattan),
2. ESS-2 (Upper Manhattan), Camion no 9
3. ESS-3 (Est et du Sud du Bronx),
4. ESS 4 (Ouest et Nord du Bronx),
5. ESS-5 (Staten Island),
6. ESS-6 (South Brooklyn),
7. ESS-7 (East Brooklyn),
8. ESS-8 (North Brooklyn),
9. ESS-9 (Sud Queens),
10. ESS-10 (North Queens).

## Brigade canine
L'Unité canine de l'ESU maintient 36 équipes canines qui ont trois limiers chacune, souvent formés dans la récupération des cadavres. Les équipes canines ESU sont souvent déployées aux côtés de l'US-TF1 recherche et sauvetage en milieu urbain (RSMU), la Federal Emergency Management Agency (FEMA), et plus fréquemment, le NYPD.

## Véhicules utilisés

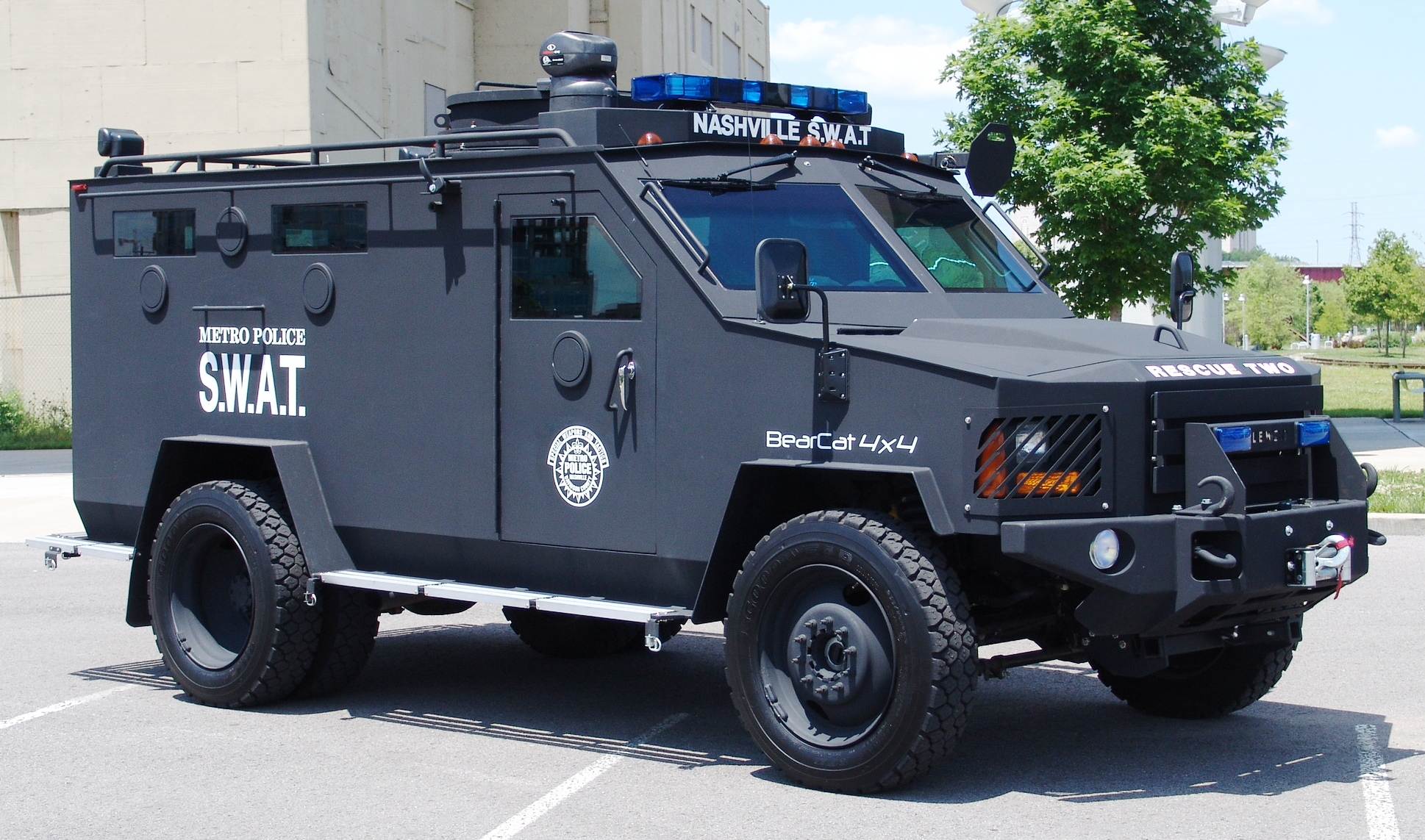
Lenco BearCat, celui-ci, du SWAT

- Onze camions lourds de sauvetage. Les camions 1 à 10 ont été construits par Fire Apparatus Saulsbury[1] et le camion 11 par Fire Apparatus Ferrara[2].
- 40 voitures de patrouille "d'urgence" (REP). Chaque REP est équipé des trousses médicales et l'équipement de sauvetage, y compris l'équipement hydraulique. Les REP sont construits par Odyssey Automobile.
- 2 ambulances.
- Deux "Lenco BearCat" et deux véhicules blindés de classe Peacekeeper.
- 14 tours générateurs mobiles légères stationnées dans toute la ville. En plus des tours, l'ESU peut également déployer des générateurs 60 kW, 90 kW, 100 kW et 200 kW sur demande et en cas de besoin.
- Quatre "générateurs mobiles légers" qui ont de puissantes lumières montées sur le véhicule.
- Un camion générateur mobile auxiliaire (MALT s). Il a la capacité de fournir assez de puissance pour éclairer la Grand Central Station (100 kW).
- Plusieurs véhicules de réponse en cas d'accidents (CARV) qui sont utilisés pour stabiliser les structures et aider les secouristes et le personnel piégé.
- Plusieurs zodiacs et 6 jet skis, répartis au sein du NYPD, ainsi qu'un camion d'urgence contenant un zodiac (affecté, lui au NYPD ESU).

## Galerie

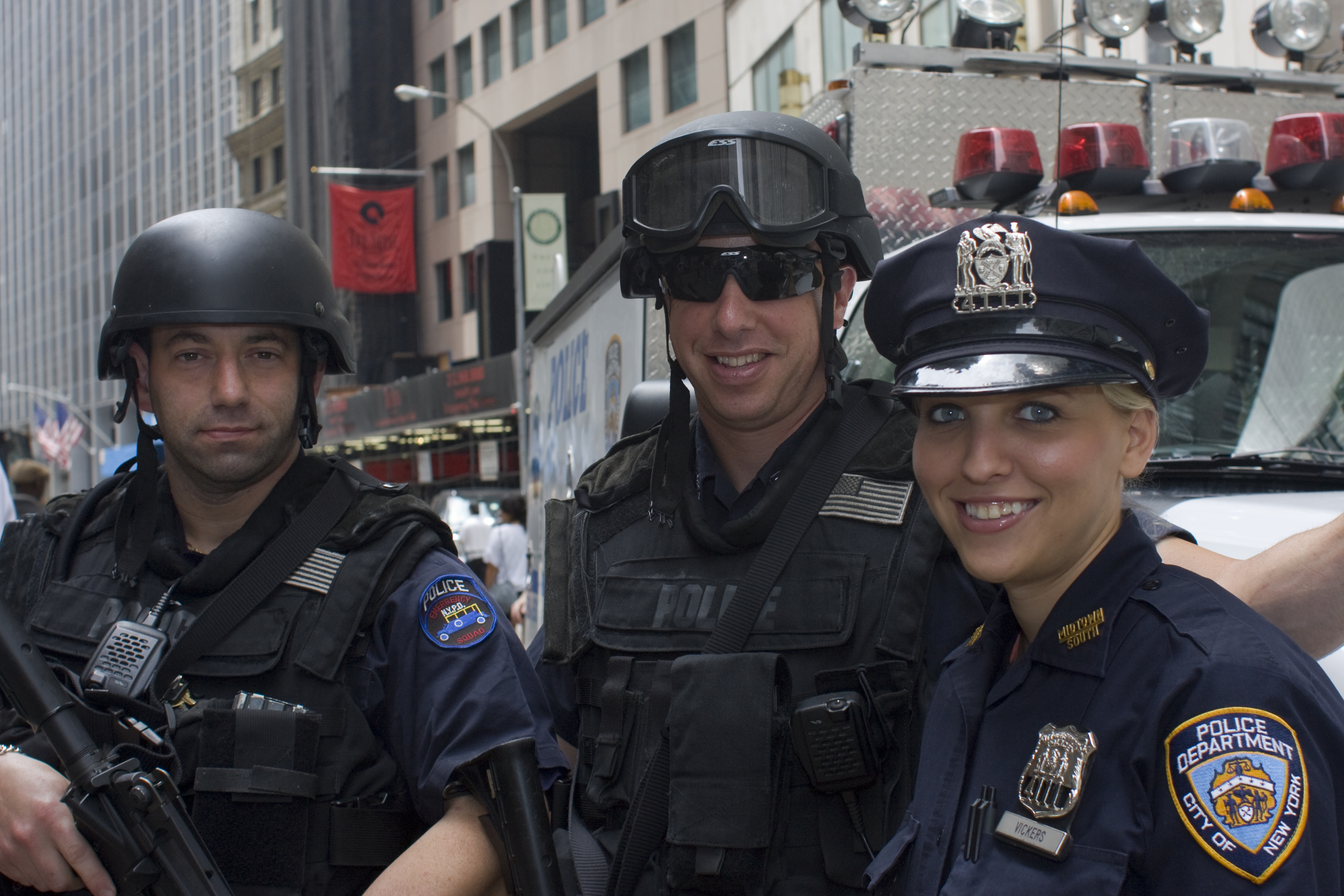
Deux officiers du NYPD ESU, aux côtés d'une officier du NYPD
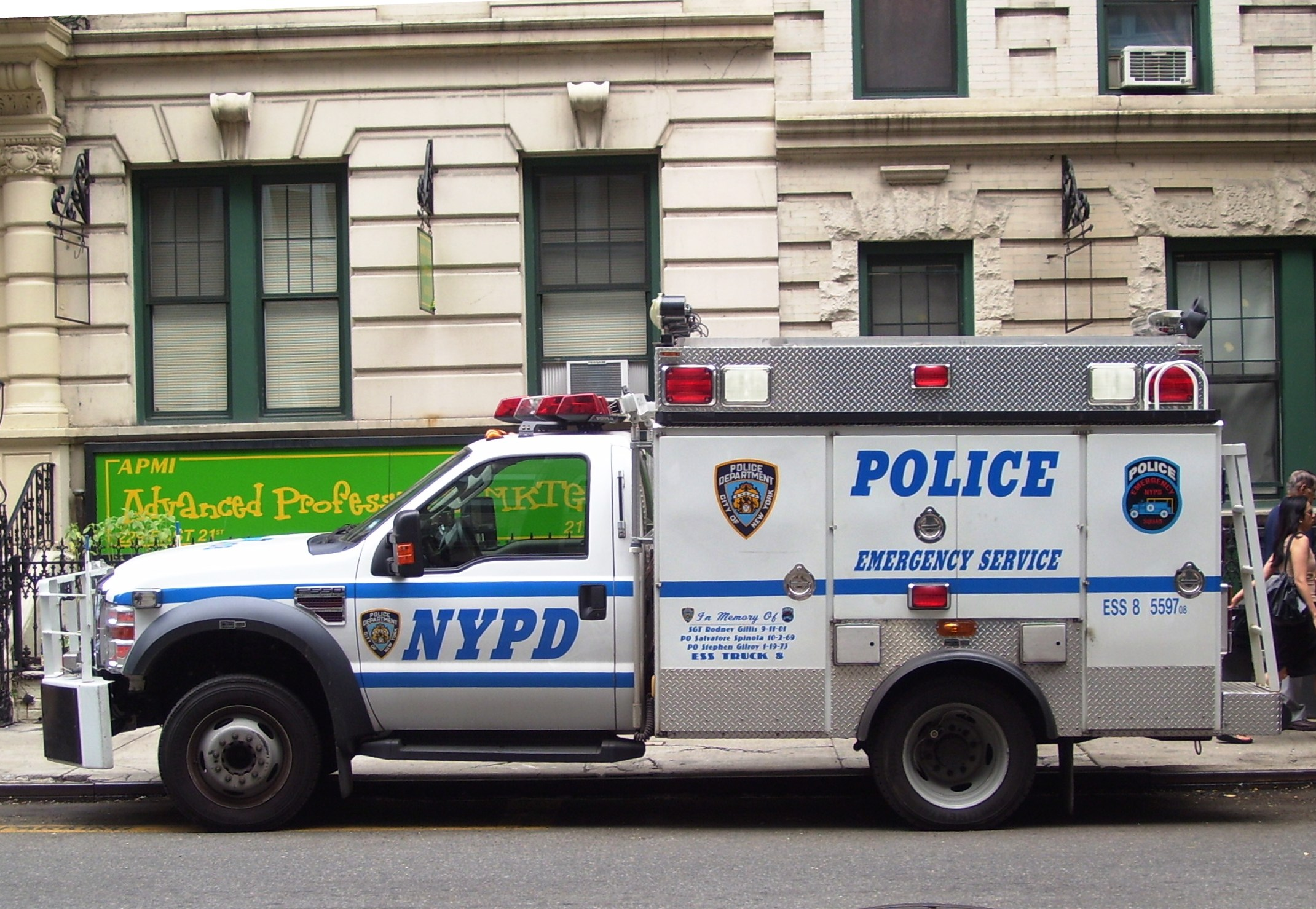
Un autre REP
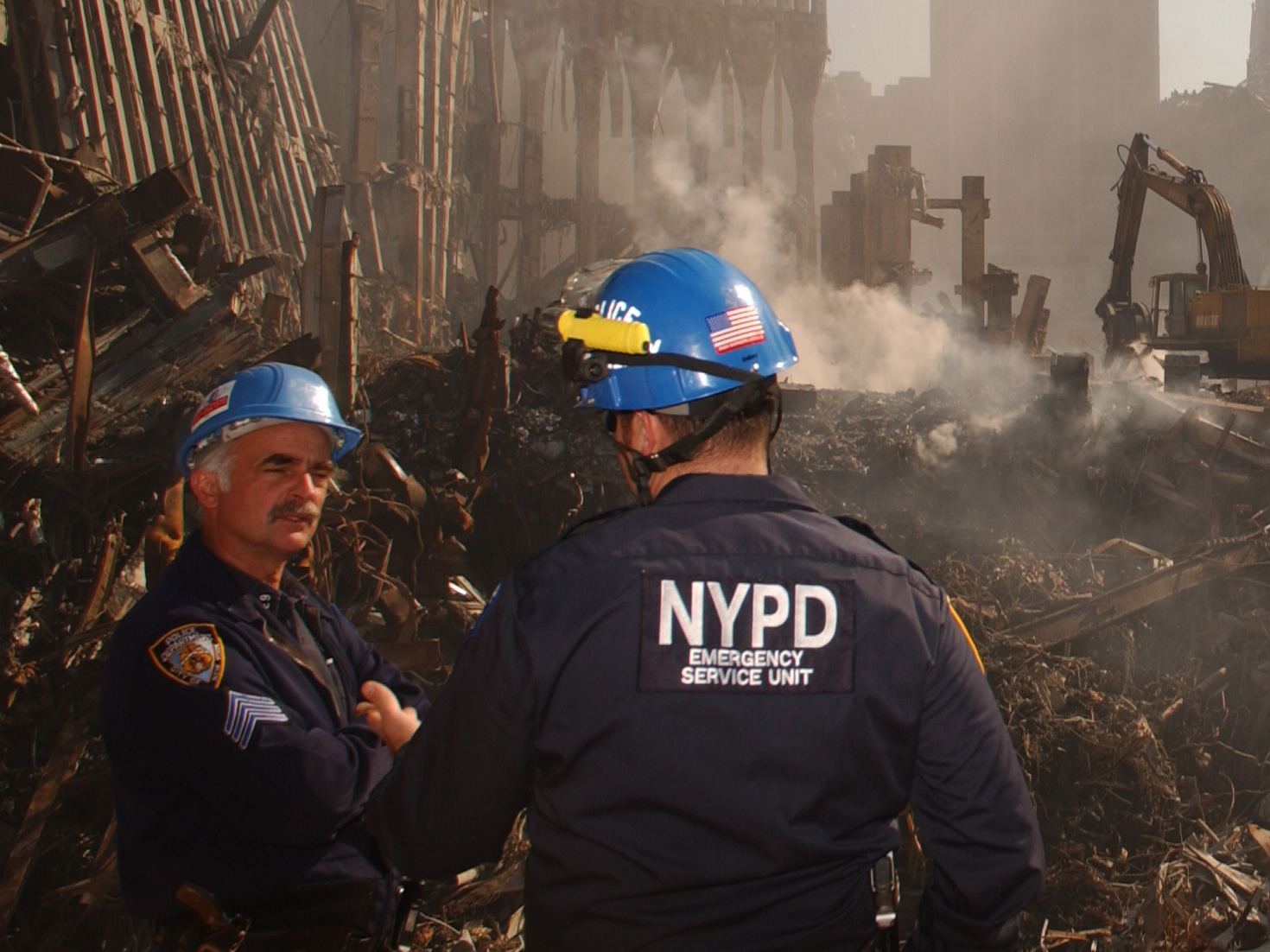
Un agent du NYPD ESU, et un sergent du NYPD pendant les attentats du 11 septembre 2001
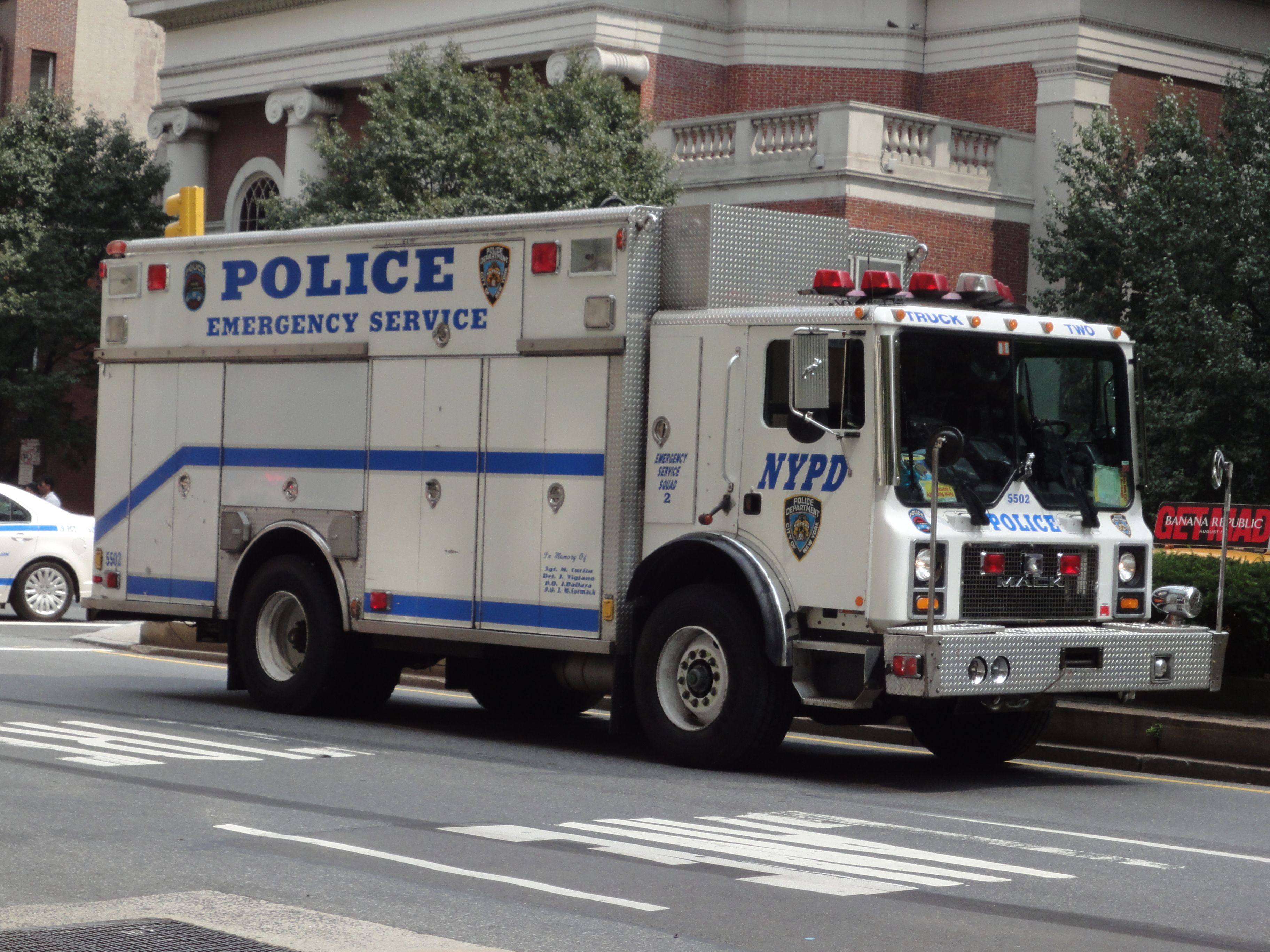
Le camion no 2
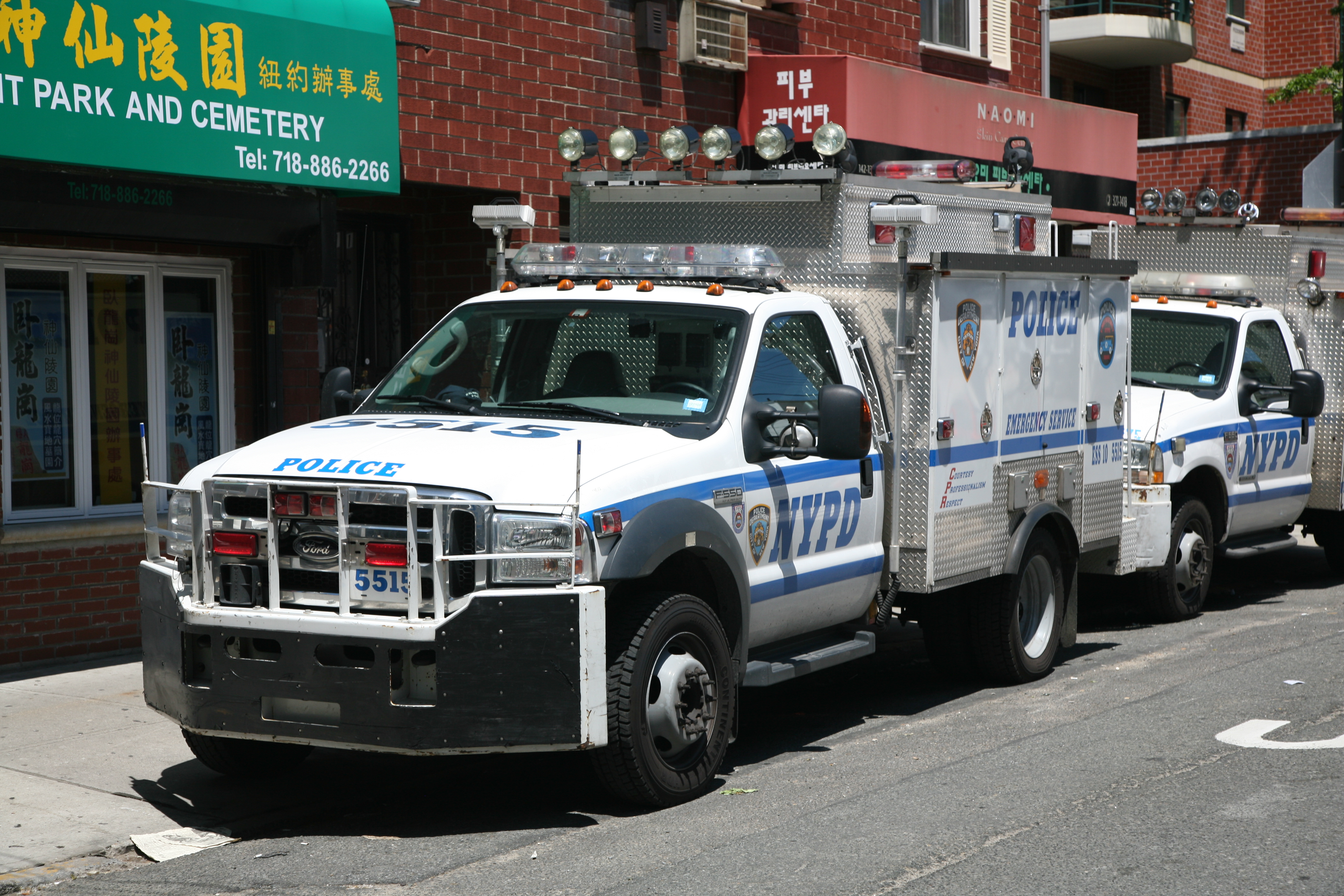
REP de l'escouade ESS-10